# Noah Sadaoui
Noah Sadaoui, de son nom complet Noah Wael Jacob Sadaoui, né le 14 septembre 1993 à Casablanca, est un footballeur marocain qui joue actuellement au poste d'ailier au FC Goa. Il possède la double nationalité marocaine et américaine.

## Biographie

### Formation et débuts
Noah Sadaoui naît au sein d'une famille juive marocaine à Casablanca, où il fait sa scolarité dans une école primaire du quartier de Hay Hassani. Son père qui était joueur de basketball au Raja Club Athletic, l'inscrit à l'école de formation du Wydad Athletic Club, avant que sa famille immigre aux États-Unis alors qu'il est âgé de onze ans. 
Il grandit à Bayonne dans le New Jersey et intègre l'académie de Red Bulls de New York et la PDA Academy. 
Le 7 février 2013, il s'installe et signe son premier contrat professionnel en Israël au sein de Maccabi Haïfa FC à l'âge de dix-neuf ans. N'ayant pas fait ses débuts à cause de la concurrence en équipe A, il est prêté pendant six mois à l'Hapoël Kfar Saba, puis six autres mois à l'Hapoël Nof HaGalil.

### Ajax Cape Town (2014-2015)
En juillet 2014, Noah Sadaoui rejoint le club sud-africain de l'Ajax Cape Town.
En 2015, il remporte la Coupe MTN 8, en ayant marqué un but en finale de la compétition.
En octobre 2015, il se met d'accord avec son club pour rompre amicalement son contrat.

### Miami United (2015-2016)
En janvier 2016, il revient aux États-Unis et rejoint le Miami United F.C qui évoluait dans la National Premier Soccer League, 4e niveau du football nord-américain. Le club américain disposait d'un grand projet et a recruté durant le même période l'ancienne star brésilienne de l'Inter Milan Adriano.

### Honduras, Yémen et Égypte (2016-2019)
Le 4 juillet 2016, il commence une période d'essai avec le Real España de San Pedro Sula, deuxième plus grande ville et capitale économique du Honduras.
Mais il change le fusil d'épaule et rejoint le Championnat d'Oman, pour jouer au Al-Khabourah Club, puis il rejoint l'autre club Omanais du Mirbat SC à l'aube de la saison 2017-2018 qu'il termine en 10e position.
Le 7 juin 2018, Noah Sadaoui rejoint le club égyptien de l'ENPPI Club pour une durée de 3 saisons. Le 4 août, il joue son premier match officiel au titre de la 2e journée du championnat égyptien contre le Pyramids F.C en entrant en jeu à la 77e minute . Le 8 août, au titre de la 2e journée contre le Tala'ea El Geish, il inscrit un doublé et permet à son équipe de s'imposer 3-0.

### Mouloudia d'Oujda (2019-2020)
Le 11 janvier 2019, Noah Sadaoui revient à son pays et rejoint le Mouloudia d'Oujda en paraphant un contrat de deux saisons et demie.
Le 14 janvier, il est parmi les onze titulaires de Abdelaziz Kerkache lors de la 14e journée du championnat, où il inscrit son premier but avec sa nouvelle équipe en déplacement contre les FAR de Rabat (1-1). Le 10 février, il délivre sa première passe décisive à Taoufik Ijroten qui marque le but d'égalisation contre l'Ittihad de Tanger (défaite 3-2).

### Raja Club Athletic (2020-2021)
En octobre 2020, il annoncé que le joueur s'est rallié au Raja Club Athletic, en paraphant un contrat de 3 saisons contre la somme de 4,6 millions de dirhams. Le 18 novembre, il est présenté officiellement au Complexe Raja-Oasis avec le dossard n°7. Le 21 novembre, il dispute son premier match amical avec le Raja contre la Jeunesse Ben Guerir, et marque son premier but (1-0).
Le 6 décembre, au titre de la 1er journée du championnat contre le FUS de Rabat, il marque son premier but en match officiel et donne l'avantage à son équipe à la 72e minute (2-3).
Le 5 mai 2021, il est éliminé en quarts de finale de la Coupe du Maroc après une défaite contre les FAR de Rabat dans les séances de penaltys (match nul, 1-1 ; penaltys : défaite, 5-3).
Le 10 juillet 2021, le Raja CA s'impose en finale de la Coupe de la confédération face aux algériens de la JS Kabylie et d'adjuge son troisième titre de la compétition (victoire, 2-1).

### FAR de Rabat (depuis 2021)
Le 14 août 2021, il s'engage officiellement aux FAR de Rabat en signant un contrat de deux ans.

## Palmarès

### En club
Raja Club Athletic (1)
- Coupe de la confédération:
  - Vainqueur en 2021.

 Ajax Cape Town (1)
- Coupe MTN 8
  - Vainqueur en 2015.

- Coupe d'Afrique du Sud
  - Finaliste en 2015.

 Miami United F.C (1)
- National Premier League
  - Vainqueur en 2016.

### En sélection
Maroc A' (1)
- Championnat d'Afrique des nations :
  - Vainqueur en 2020.